# ウメガシマテンナンショウ
ウメガシマテンナンショウ（梅ヶ島天南星、学名:Arisaema maekawae）は、サトイモ科テンナンショウ属の多年草。
小葉間の葉軸が発達した、鳥足状に分裂した葉をふつう2個つけ、仏炎苞は緑色になり、仏炎苞口辺部は狭く開出し、仏炎苞舷部の内側は粉白色になり、乳頭状の細かい突起がある。小型の株は雄花序をつけ、同一のものが大型になると雌花序または両性花序をつける雌雄偽異株で、雄株から雌株に完全に性転換する。

## 特徴
植物体の高さは80cmに達する。偽茎や鞘状葉の地色は淡褐色で、斑はやや赤味が強い傾向にあり、偽茎部は葉柄よりはるかに長く、偽茎部の葉柄基部の開口部は襟状に広がる。葉はふつう2個つき、葉身は鳥足状に7-15個に分裂し、小葉間の葉軸が発達する。中国地方のものは、葉が1個であることも普通である。小葉は披針形から狭楕円形で、先端と基部はとがり、しばしば縁に細かい鋸歯がある。
花期は4-5月。花序は葉の展開よりやや早く展開し、花序柄は葉柄とほぼ同じ長さかまたは長い。仏炎苞は明るい緑色で縦に白い筋があるがあまり目立たず、仏炎苞筒部は円筒形になり、筒部口辺部が狭く開出する。仏炎苞舷部は筒部より短く、卵形から広卵形で、先は鋭頭から鋭突頭になり、基部はやや横に張り出し、舷部内面には隆起する細かい脈はなく、粉白色になり、しばしば乳頭状の細かい突起がある。舷部の縁はときに紫色をおび、まれに微細な凹凸がある。花序付属体は基部に柄があり、淡緑色で太い棒状で先端がややふくらむものが多く、上部でやや前方に曲がる場合がある。果実は秋に赤く熟す。染色体数は2n=28。

## 分布と生育環境
日本固有種。本州の富士山西側の山梨県・静岡県、中部地方の長野県・岐阜県、西日本の兵庫県・中国地方に隔離分布し、山地の林下に生育する。

## 名前の由来
和名ウメガシマテンナンショウは、「梅ヶ島天南星」の意であり、静岡市葵区梅ヶ島に由来する。この植物は、静岡県の植物研究家、大村敏朗が、1954年（昭和29年）に静岡県安倍郡梅ヶ島村の梅ヶ島温泉周辺の山林林下で見い出したものである。大村は同行した静岡県の植物研究家、杉本順一にそれを提示したが、杉本は分からなかったという。大村は、その標本を東京大学の植物学者前川文夫に送り、前川はそれを新種とし、「和名ウメガシマテンナンショウ、学名 Arisaema umegashimense 」と大村に返事を送ったというが、前川は新種記載はしなかった。その後、「ウメガシマテンナンショウ」は、杉本順一 (1973) の「日本草本植物総検索誌（単子葉編）」で発表されたものであるが、学名 Arisaema umegashimense F.Maek. ex Sugim. (1973) は、正式に発表されたものでなく、長い間裸名であった。2008年に、邑田仁および柿嶋聡によって、分布域を広めて新種として正式に発表され、和名はウメガシマテンナンショウとされた。
種小名（種形容語）maekawae は、前川文夫への献名である。前川による裸名 A. umegashimense は廃棄された。

## ギャラリー

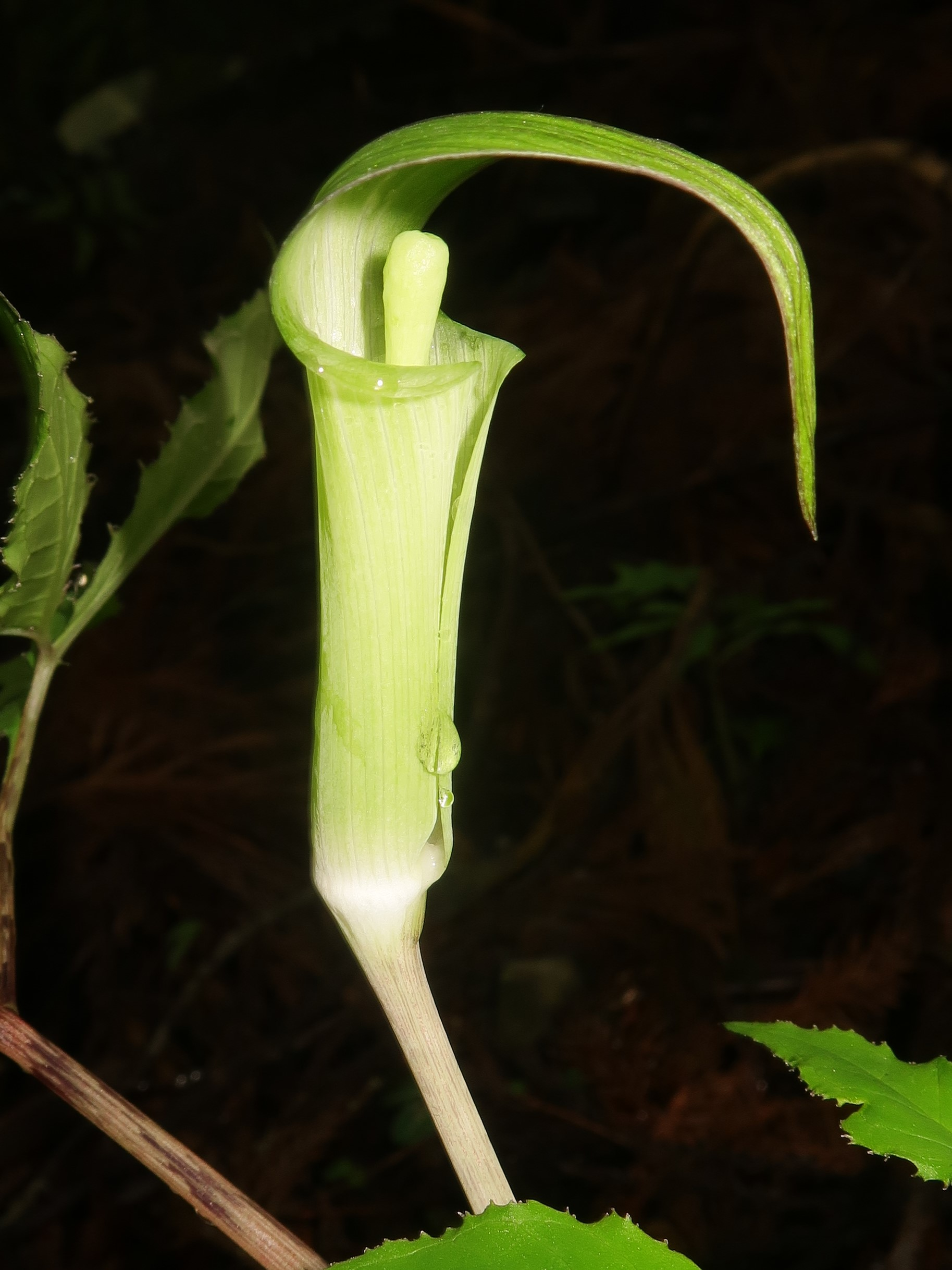
仏炎苞は明るい緑色で縦に白い筋があるがあまり目立たず、仏炎苞筒部は円筒形になり、筒部口辺部が狭く開出する。花序付属体は太い棒状で先端がややふくらむ。
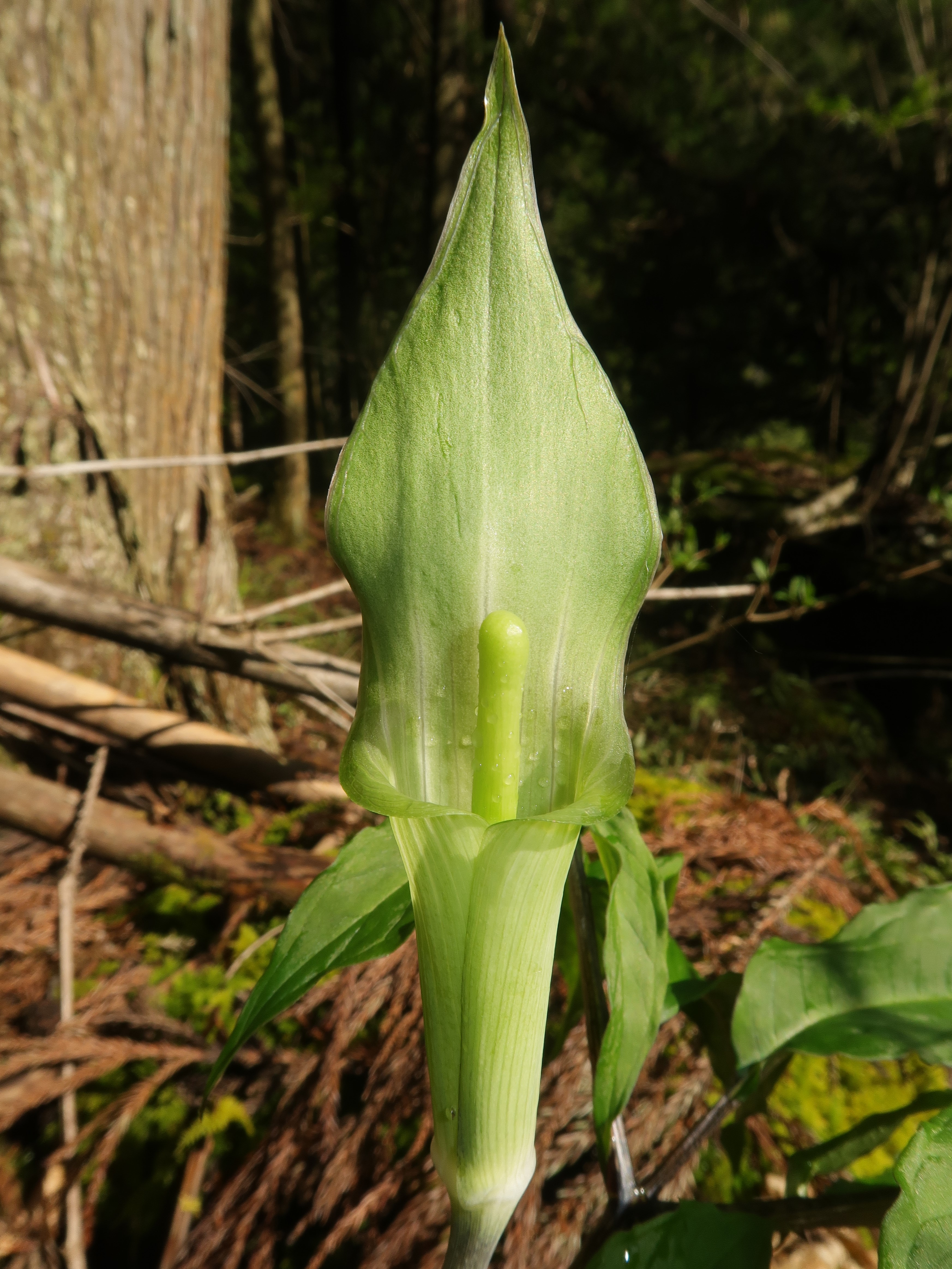
仏炎苞舷部は筒部より短く、基部はやや横に張り出し、舷部内面には隆起する細かい脈はなく、粉白色になり、乳頭状の細かい突起がある。舷部を立たせて撮影。
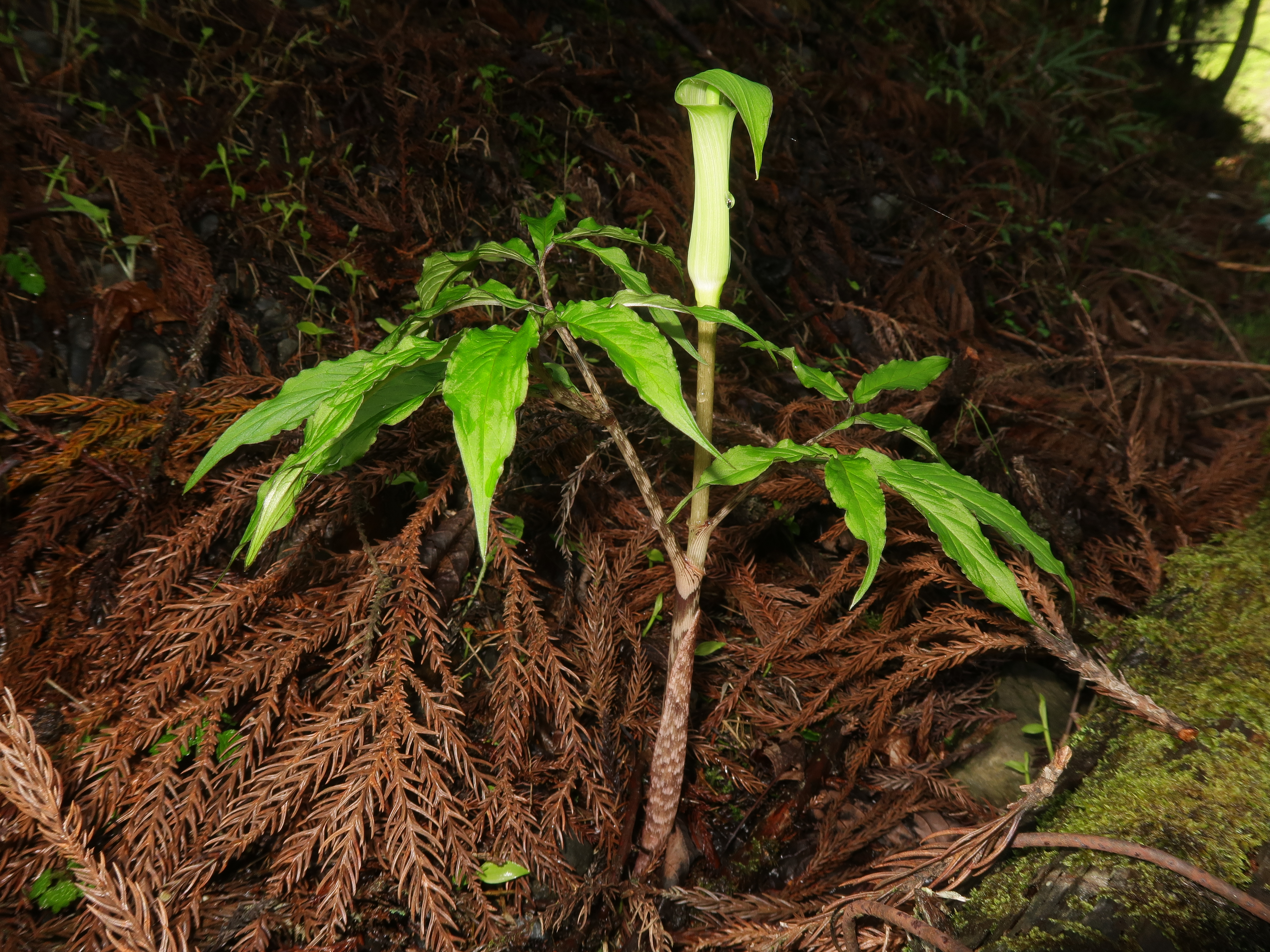
仏炎苞は葉より高い位置につき、偽茎部は葉柄よりはるかに長い。
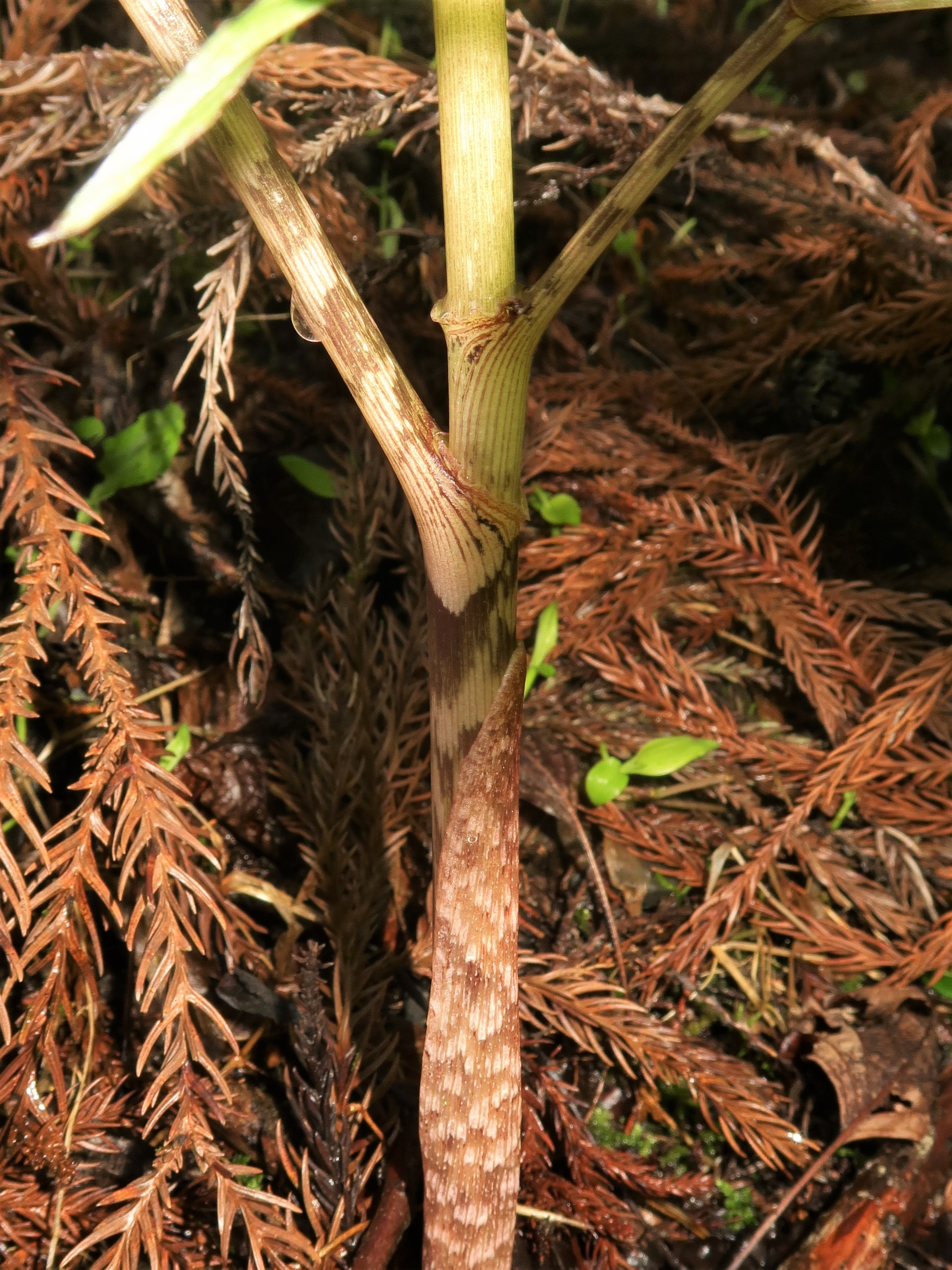
偽茎や鞘状葉の地色は淡褐色で、斑はやや赤味が強い傾向にある。偽茎部の葉柄基部の開口部は襟状に広がる。
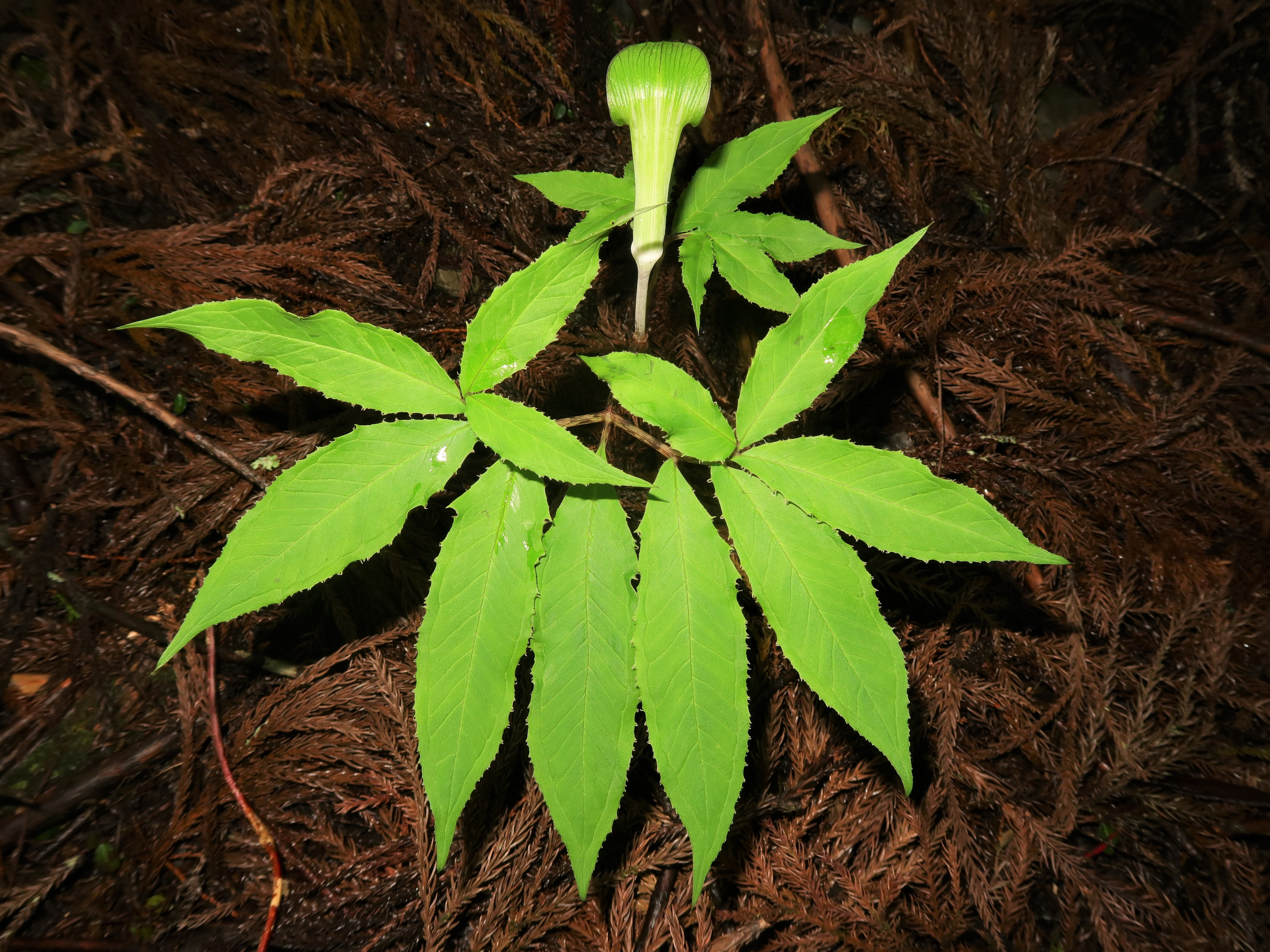
葉はふつう2個つき、葉身は鳥足状に7-15個に分裂し、小葉間の葉軸が発達する。この個体の小葉は、下位につく第1葉は11個、上位につく第2葉は7個ある。
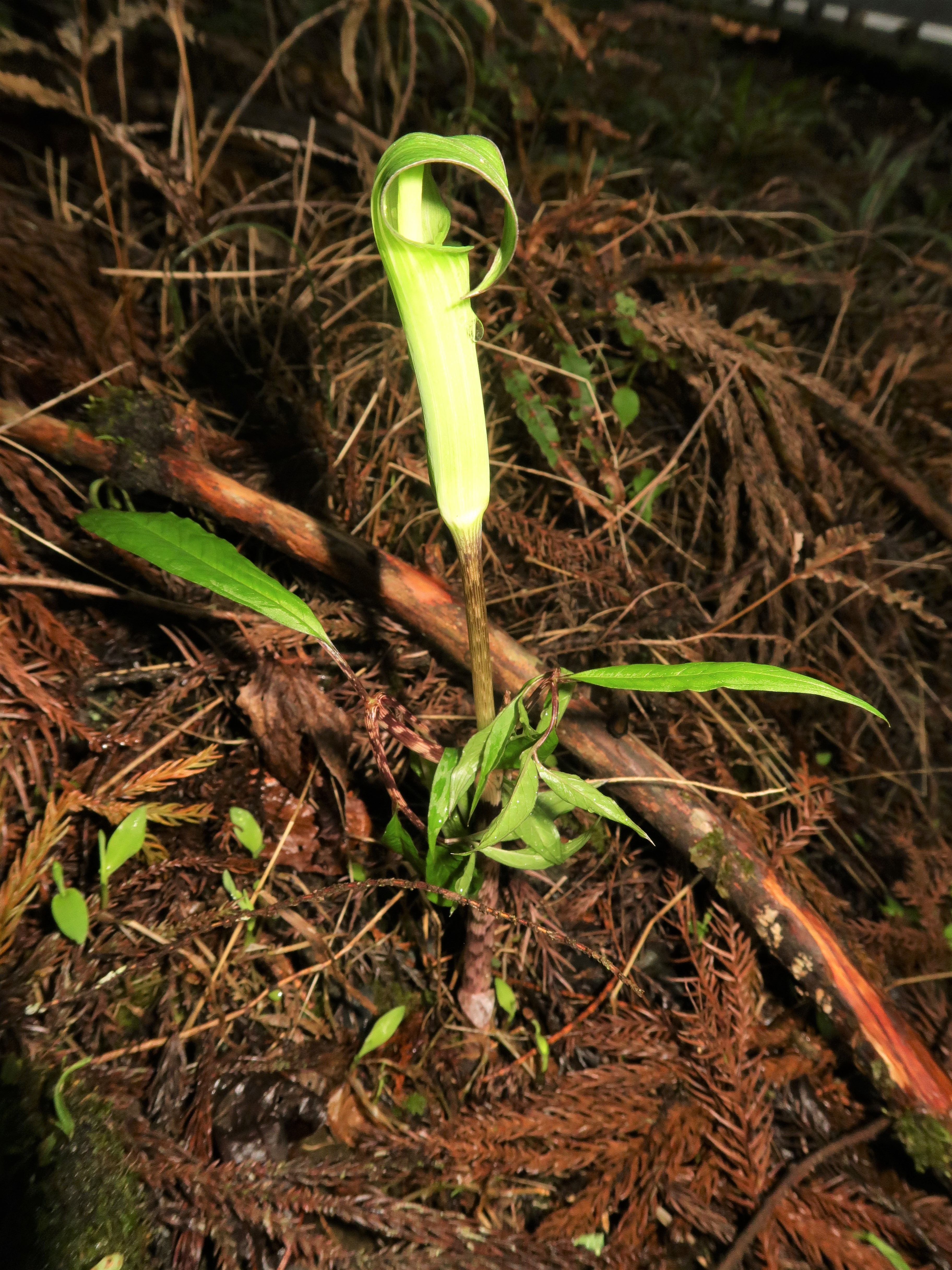
花序は葉の展開よりやや早く展開する。
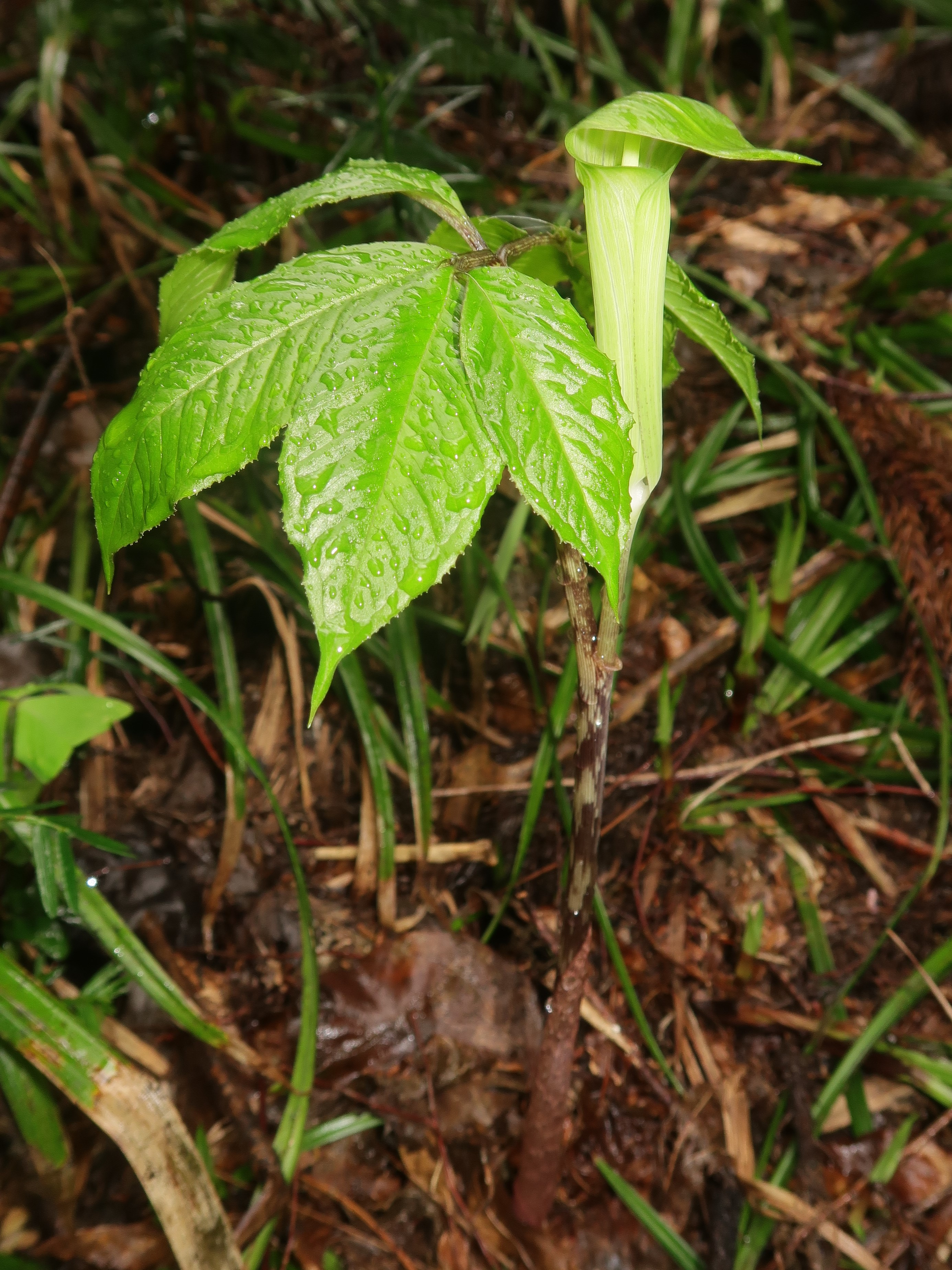
中国地方では、1葉をつける個体は珍しくない[2]（島根県安来市）。
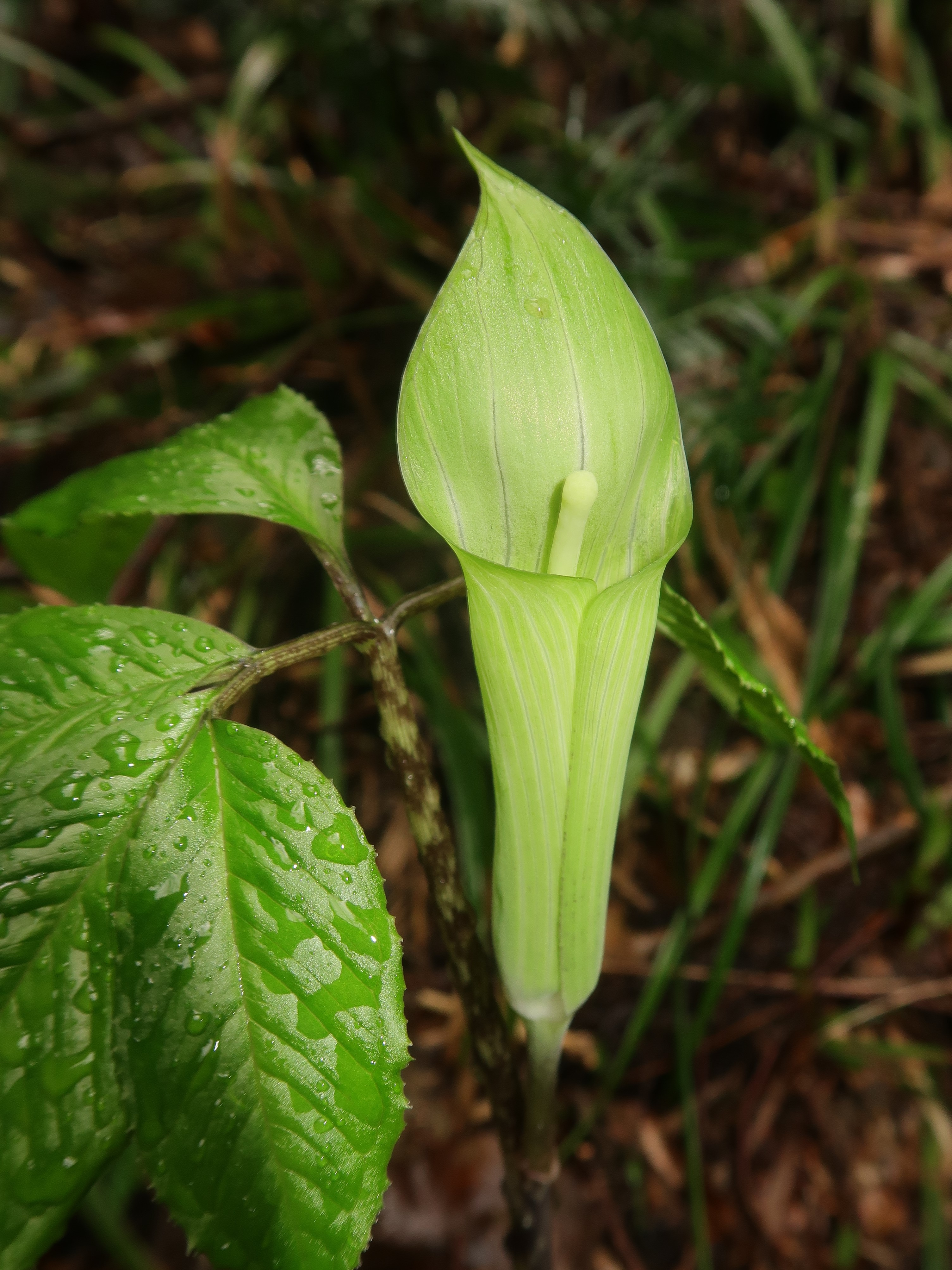
中国地方のものは、中部地方のものと比べ仏炎苞舷部が短く、花序付属体が細い傾向がある[2]（島根県安来市）。

## 近縁種
同属のホソバテンナンショウ A. angustatum に似るが、同種は仏炎苞が緑色で縦に白い筋があり、仏炎苞筒部口辺部がやや狭く耳状に広がって開出し、舷部内面に粉白色に見える乳頭状の細突起はなく、花序付属体は細い棒状になる。それに対し、本種は仏炎苞が同種と比べると淡緑色で、筒部口辺部が狭く開出し、舷部内面が粉白色で乳頭状の細突起が生じ、花序付属体は太い棒状で先端はややふくらむことが異なる。
また、ミヤママムシグサ A. pseudoangustatum によく似ているが、同種は仏炎苞が葉の展開の後に開き、仏炎苞舷部は仏炎苞筒部と同長で、舷部内面が透明感のある黄緑色になり、仏炎苞口辺部はやや前に傾いて狭く反曲する。それに対し、本種は仏炎苞が葉よりやや早く展開し、仏炎苞舷部は仏炎苞筒部より短く、舷部内面は白っぽく、仏炎苞口辺部は狭く開出する。